# Kennewick
Kennewick è una città degli Stati Uniti d'America, nella Contea di Benton, nello Stato di Washington. Insieme alle città di Pasco e Richland, costituisce un'unica area metropolitana denominata Tri-Cities e che conta circa 230.000 abitanti. Kennewick si trova sulla sponda sud-occidentale del fiume Columbia, di fronte alla città di Pasco, immediatamente a sud della contigua Richland.
Nei pressi della città c'è l'importante centrale nucleare di Hanford Site.